# Flatexdegiro
Die Flatexdegiro AG (Eigenschreibweise: flatexDEGIRO) (vormals: Flatex AG) ist eine deutsche börsennotierte Anbieterin von Finanzdienstleistungen mit Sitz in Frankfurt am Main.
Das Unternehmen unterhält 10 Standorte in Deutschland (Andernach, Berlin, Düsseldorf, Hamburg, Kulmbach, Leipzig, Leverkusen, Neuss, Willich, Zwickau), sowie jeweils einen Standort in Bulgarien (Sofia), Österreich (Wien) und in den Niederlanden (Amsterdam).
Der Begriff „flatex“ ist ein sogenanntes Kofferwort, das sich aus den beiden englischsprachigen Wörtern flat für ‚pauschal‘ und execution für ‚Ausführung/Abwicklung‘ ableitet.

## Unternehmensgeschichte
Gegründet im Jahr 1999 als PRE.IPO AG, trat die Flatex AG im Jahr 2006 mit dem Onlinebroker Flatex in den Markt ein. Gründer war der Kulmbacher Unternehmer Bernd Förtsch. Im Sommer 2009 erfolgte der Börsengang als Flatex AG. Der Kunde zahlt dabei völlig volumenunabhängig einen fixen Betrag für ein Wertpapiergeschäft. 2014 benannte sich die Flatex AG in FinTech Group AG um. Im August 2019 erfolgte die Umfirmierung der FinTech Group AG zurück in Flatex AG. Nach zahlreichen Übernahmen und Zukäufen, zuletzt insbesondere den Zukauf des niederländischen Brokers DEGIRO formiert das Unternehmen mittlerweile als FlatexDEGIRO AG.

### Akquisition XCOM AG
Die Mehrheitsbeteiligung an der XCOM AG, die ab 1988 als Software- und Systemhaus am Markt war, wurde im März 2015 übernommen und am 31. August 2017 mit der Flatex AG verschmolzen. Mit dieser Akquisition ging auch die heutige Flatexdegiro Bank AG in den Konzern über.

### Akquisition DEGIRO BV
Im Dezember 2019 hat die Flatex AG den Kauf des niederländischen Onlinebrokers Degiro (Eigenschreibweise DEGIRO) angekündigt. Flatex plante nach der Akquisition der erste und größte Onlinebroker in Europa zu werden und Ende 2020 mehr als eine Million Kunden zu betreuen, die jährlich über 35 Millionen Transaktionen ausführen und mehr als 200 Milliarden Euro Transaktionsvolumen abwickeln. Ende Juli 2020 wurde die Transaktion zum Erwerb von Degiro abgeschlossen. Mit der Übernahme konnte das Unternehmen seine Kundenzahl auf über eine Million steigern. Degiro-Kunden in Deutschland profitierten mit der Übernahme von der Einlagensicherung der damaligen Flatex Bank sowie deren Banklizenz. So kann Degiro nun auch Bankdienstleistungen anbieten. Im Zuge der Übernahme wurden die Services von Degiro in Österreich komplett eingestellt und alle Kundenverträge gekündigt.
Auf der Hauptversammlung im Oktober 2020 wurde die Flatex AG in Flatexdegiro AG (Eigenschreibweise flatexDEGIRO) umfirmiert.
Im Oktober 2020 wurde Flatexdegiro von der Frankfurter Wertpapierbörse in den Prime Standard aufgenommen, zwei Monate später folgte die Aufnahme in den SDAX.

### Maßnahmen der BaFin
Am 7. Februar 2023 verhängte die Bundesanstalt für Finanzdienstleistungsaufsicht (kurz: BaFin) gegen der flatexDEGIRO Bank AG mit rechtskräftigem Bescheid ein Bußgeld in Höhe von 1,05 Mio. Euro wegen schwerwiegender Mängel im internen Kontrollsystem, im aufsichtlichen Meldewesen und in der Geldwäscheprävention. Darüber hinaus wurde gegen die flatexDEGIRO Bank AG und die flatexDEGIRO AG als übergeordnetem Unternehmen der flatexDEGIRO AG Finanzholdinggruppe bereits am 8. September 2022 zusätzliche Eigenmittelanforderungen angeordnet. Die Maßnahmen sind seit dem 21. Februar 2023 bestandskräftig.

## Geschäftsbereiche
Im aktuellen Geschäftsbericht wird zwischen dem Kerngeschäft Online-Brokerage, dem Bestandsgeschäft Business-to-Business (B2B) und dem Nebengeschäft Credit & Treasury (C&T) unterschieden. Das Geschäftsfeld Online-Brokerage bildet mit seinen Marken Flatex, Degiro und ViTrade den Schwerpunkt der Geschäftsaktivitäten der Flatexdegiro AG. Der B2B-Geschäftsbereich wird von der Flatexdegiro Bank AG übernommen. Im Geschäftsbereich Treasury wird die Diversifikation der Geldanlage in Form von Bank- und Staatsanleihen, Pfandbriefen, Tages-/Festgelder, Kassenkredite oder Spezialfonds abgedeckt. Das Kreditgeschäft (Credit) deckt beispielsweise Konsortial-, Lombard- oder Spezialkredite ab, welche über die Online-Brokerage-Marken an die Kunden vertrieben werden.

### Flatex
Der Onlinebroker Flatex richtet sich an das beratungsfreie Wertpapiergeschäft im deutschsprachigen Raum und in den Niederlanden. Flatex bezeichnet sich hierbei als „Discount Broker“. Der Kunde zahlt dabei volumenunabhängig einen fixen Betrag für ein Wertpapiergeschäft. Mit diesem Preismodell hatte Flatex das volumenabhängige Preismodell erstmals im deutschen Markt abgeschafft. Das Angebot von Flatex, der Handel mit Aktien, Zertifikaten, Optionsscheinen, Anleihen, offenen Investmentfonds, Exchange-traded funds (ETFs), Hebelprodukten/Exchange Traded Products (ETPs), Differenzkontrakten (CFD) und Devisen (FX), richtet sich nach eigenen Angaben „an aktive, gut informierte Trader, die eigenverantwortlich handeln“. Im April 2021 schaffte der Onlinebroker sämtliche Kosten für seine ETF- und Fondssparpläne ab. Dies betrifft ca. 3000 Produkte. Außerdem fällt für diese ETFs und Fonds die jährlich zu zahlende Depotgebühr weg.

#### Negativzins
Zum 15. März 2017 führte Flatex einen Negativzins von 0,4 Prozent für alle Kunden ein und wurde somit das erste Finanzdienstleistungsinstitut in Deutschland, das Negativzinsen bereits ab dem ersten Euro verlangt. Begründet wurde dieser Schritt mit der Geldpolitik der Europäischen Zentralbank (EZB). Gleichzeitig wurde der offene Umgang mit dem Negativzins positiv gesehen und Frank Niehage, Vorstandsvorsitzender der Flatex AG, von der Boulevardzeitung Bild als „Deutschlands ehrlichster Bankenchef“ bezeichnet. Im Oktober 2019 erhöhte Flatex diesen Zins entsprechend dem Zinssatz der EZB auf 0,5 Prozent. Im August 2022 hob flatex die Negativzinsen für ihre Kunden auf.

#### Verwahrgebühr
Zum 1. März 2020 führte Flatex eine Verwahrgebühr von 0,1 % des Depotkurswertes pro Jahr ein, die in der Presse als Reaktion auf schlechtere Geschäftszahlen und eine fallende Kursentwicklung der Flatex-AG-Aktie interpretiert wurde. Ende 2022 schaffte Flatex diese Verwahrgebühr wieder ab.

### Degiro
Degiro ist ebenfalls ein Onlinebroker und ist gegenüber Flatex in 18 europäischen Ländern vertreten. Er ermöglicht es, neben den europäischen und US-Börsen, auch an Börsen in Australien, Japan, Hongkong und weiteren Ländern zu handeln. Für die meisten Transaktionen wird pro Trade ein fixer Betrag.

### ViTrade
ViTrade ist eine Marke der Flatexdegiro Bank und richtet sich an professionelle Trader. Sie bietet eine individuelle Kundenbetreuung und verlangt einen prozentualen Provisionssatz.

## Organisation

### Aktionärsstruktur
(Stand: 28. März 2024):
Das Grundkapital der Gesellschaft ist aufgeteilt in rund 110 Millionen Aktien.
| Anteilseigner                                                    | Anteil |
| ---------------------------------------------------------------- | ------ |
| Bernd Förtsch über GfBk Gesellschaft für Börsenkommunikation mbH | 13,1 % |
| KipEi B.V                                                        | 06,0 % |
| Bernd Förtsch über Heliad AG                                     | 04,7 % |
| Bernd Förtsch (direkt)                                           | 01,4 % |
| Streubesitz                                                      | 74,8 % |

### Beteiligungen
(Stand: 31. Dezember 2022):
- Cryptoport GmbH, Frankfurt a. M., (100 %)
- flatex Finanz GmbH, Frankfurt a. M., (100 %)
- flatexDEGIRO Bank AG, Frankfurt a. M., (100 %)
- Xervices GmbH, Frankfurt a. M., (100 %)
- financial.service.plus GmbH, Leipzig, (72 %)

### Wirtschaftliche Kennzahlen
| Geschäftsjahr | Umsatz        | Beschäftigte am 31.12. | Ausgeführte Transaktionen | Anzahl Kunden | Name des Unternehmens |
| ------------- | ------------- | ---------------------- | ------------------------- | ------------- | --------------------- |
| 2023          | 390,73 Mio. € | 1.285                  | 56,86 Mio.                | 2.699.755     | Flatexdegiro AG       |
| 2022          | 406,96 Mio. € | 1.219                  | 67,03 Mio.                | 2.398.401     | Flatexdegiro AG       |
| 2021          | 417,58 Mio. € | 1.132                  | 91,02 Mio.                | 2.062.164     | Flatexdegiro AG       |
| 2020          | 261,49 Mio. € | 971                    | 75,02 Mio.                | 1.300.128     | Flatexdegiro AG       |
| 2019          | 131,95 Mio. € | 532                    | 12,27 Mio.                | 0368.133      | Flatex AG             |
| 2018          | 125,19 Mio. € | 497                    | 12,48 Mio.                | 0290.288      | FinTech Group AG      |
| 2017          | 107,01 Mio. € | 454                    | 11,27 Mio.                | 0253.825      | FinTech Group AG      |
| 2016          | 095,02 Mio. € | 439                    | 10,46 Mio.                | 0212.040      | FinTech Group AG      |
| 2015          | 075,19 Mio. € | 447                    | 10,14 Mio.                | 0176.600      | FinTech Group AG      |
| 2014          | 17,14 Mio. €  | 133                    | 6,02 Mio.                 | 134.403       | FinTech Group AG      |

## Einlagensicherung
Die Flatexdegiro Bank AG übernimmt mit einer Vollbanklizenz die Bankdienstleistungen der Flatexdegiro AG. Die Einlagen sind durch die gesetzliche Einlagensicherung mit Stand Juni 2020 bis zu einer Höhe von 100.000 Euro pro Kunde abgesichert.

## Sponsoring-Aktivität
Am 29. Juni 2020 gab die Flatex AG bekannt, ab der Saison 2020/21 für mindestens drei Jahre als Hauptsponsor des Fußball-Bundesligisten Borussia Mönchengladbach aufzutreten.